# Кастийон-ан-Кузран
Кастийо́н-ан-Кузра́н (фр. Castillon-en-Couserans) — коммуна во Франции, находится в регионе Окситания. Департамент коммуны — Арьеж. Административный центр кантона Кастийон-ан-Кузран. Округ коммуны — Сен-Жирон.
Код INSEE коммуны — 09085.

## Население
Население коммуны на 2008 год составляло 402 человека.
| 1962 | 1968 | 1975 | 1982 | 1990 | 1999 | 2008 |
| ---- | ---- | ---- | ---- | ---- | ---- | ---- |
| 414  | 475  | 429  | 373  | 403  | 424  | 402  |

## Экономика

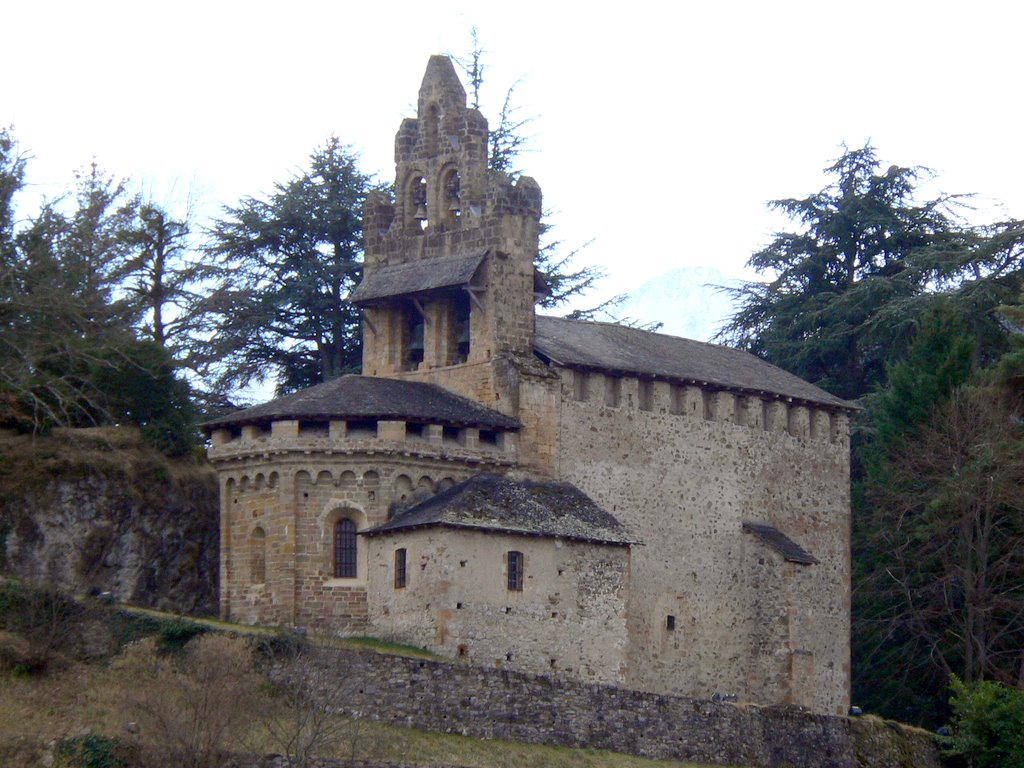
Часовня Сен-Пьер XII века

В 2007 году среди 208 человек в трудоспособном возрасте (15—64 лет) 146 были экономически активными, 62 — неактивными (показатель активности — 70,2 %, в 1999 году было 72,6 %). Из 146 активных работали 116 человек (65 мужчин и 51 женщина), безработных было 30 (11 мужчин и 19 женщин). Среди 62 неактивных 17 человек были учениками или студентами, 21 — пенсионером, 24 были неактивными по другим причинам.

## Достопримечательности
- Часовня Сен-Пьер (XII век)
- «Крестный путь»
- Церковь
- Карильон
- Музей сыра бетмаль
- Виа феррата